# Petrosino
Petrosino é uma comuna italiana da região da Sicília, província de Trapani, com cerca de 7.215 habitantes. Estende-se por uma área de 44 km², tendo uma densidade populacional de 164 hab/km². Faz fronteira com Marsala, Mazara del Vallo.

## Demografia
| Variação demográfica do município entre 1861 e 2011                               |
|                                                                                   |
| Fonte: Istituto Nazionale di Statistica (ISTAT) - Elaboração gráfica da Wikipedia |